# Norvellina spatulata
Norvellina spatulata är en insektsart som beskrevs av Delong 1980. Norvellina spatulata ingår i släktet Norvellina och familjen dvärgstritar. Inga underarter finns listade i Catalogue of Life.